# Halberg Larsen
Halberg Larsen var et dansk poprock-orkester, der havde sit navn efter frontfigurerne, guitarist Poul Halberg (født 12. april 1959) og sanger Mona Larsen (født 31. august 1948). Gruppen slog igennem med hittet "Magi i luften" fra 1983. Halberg komponerede al musikken i samarbejde med forskellige tekstforfattere på de 2 første album, men fra 1983 skrev Mona Larsen tekster til alle sangene - f.eks. "Magi i luften", "Spiller et spil", "Stå Alene" & "Transit".
Halbergs egen nordiske tone og personlige mix af inspiration fra den amerikanske pop/rock tradition formede en stil, som i samarbejde med Michael Bruun, der producerede alle 4 studiealbum, skabte bandets unikke lyd. Gruppen nåede at udgive fire studiealbum og et opsamlingsalbum.

## Historie
Poul Halberg arbejdede på en instrumental soloplade i 1981, og fik Mona Larsen med som sanger. Denne musik blev udgivet på duoens debutalbum fra 1981 Poul Halberg – Mona Larsen, hvor nogle af samtidens førende musikere medvirkede – Jørgen Kaufmann, Jan Sivertsen, Bo Stief, Jeppe Reipurth, Aske Bentzon, Kasper Winding, Lars Danielsson, Jacob Andersen, Jan Zum Vorde,Tamra Rosanes, Jan Glæsel og Christian Dietl. Til de første koncerter bestod bandet udover frontfigurerne af Jørgen Kaufmann (keys), Bo Stief (Bas) & Jeppe Reipurt (Dr). Efter kort tid blev Stief afløst af Peter Danstrup. Endvidere kom Kim Daugaard med som guitarist og korsanger.
Ved indspilningen af det efterfølgende album Halberg Larsen 2, udgivet i 1982, trådte Jette Schandorf (Bas) og Jan Sivertsen (Dr) ind i bandet, og med tilføjelsen af Michael Elo til de efterfølgende koncerter fuldendtes den besætning som holdt til bandets opløsning i 1985.
Næste album Transit fra 1983 havde salgstal på omkring 50.000 eksemplarer. Bandet spillede mange koncerter, og deres højdepunkt var Roskilde Festival i 1984 for omkring 6.000 tilskuere. Sidste koncert fandt sted i Montmartre i oktober 1985. Mona Larsen og Poul Halberg har også udgivet solo-albummer. Poul Halberg og Jan Sivertsen fortsatte i Ray Dee Ohh i 1988.

## Diskografi
- Poul Halberg – Mona Larsen (1981)
- Halberg Larsen 2 (1982)
- Transit (1983)
- Halberg Larsen 4 (1985)
- Sixteen Greatest (1985)